# Bronisław Szostak
Bronisław Szostak (ur. 24 kwietnia 1894 w Spiczyńcach, zm. 25 września 1939 w Warszawie) – podpułkownik dyplomowany piechoty Wojska Polskiego, kawaler Orderu Virtuti Militari.

## Życiorys
Urodził się 24 kwietnia 1894 w Spiczyńcach jako syn Antoniego. Z dniem 1 listopada 1925 został przydzielony do Wyższej Szkoły Wojennej w Warszawie, w charakterze słuchacza Kursu 1925/1927. 12 kwietnia 1927 został mianowany na stopień majora ze starszeństwem z 1 stycznia 1927 i 87. lokatą w korpusie oficerów piechoty. 28 października 1927, po ukończeniu kursu i otrzymaniu dyplomu naukowego oficera Sztabu Generalnego, został przeniesiony do kadry oficerów piechoty z równoczesnym przydziałem do Dowództwa Okręgu Korpusu Nr IX w Brześciu nad Bugiem na stanowisko kierownika referatu. W marcu 1931 został przeniesiony do 82 Pułku Piechoty w Brześciu nad Bugiem na stanowisko dowódcy batalionu. W grudniu 1932 zakończył staż liniowy i wrócił do DOK IX. W październiku 1933 został przeniesiony do Biura Inspekcji Generalnego Inspektoratu Sił Zbrojnych w Warszawie. Na stopień podpułkownika został mianowany ze starszeństwem z 1 stycznia 1936 i 17. lokatą w korpusie oficerów piechoty. W marcu 1939 pełnił służbę w Biurze Inspekcji GISZ na stanowisku oficera dyspozycyjnego.
Po wybuchu II wojny światowej początkowo na stanowisku oficera do zleceń Naczelnego Wodza, w okresie późniejszym objął dowództwo improwizowanego dwubatalionowego 1 pułku piechoty rez. w 29 Brygadzie Piechoty. Uczestniczył między innymi w walkach o Zamość, gdzie też prawdopodobnie dostał się 23 września 1939 do niemieckiej niewoli.
Przetransportowany do Jarosławia, a następnie samolotem do Grodziska. Tu, w sztabie niemieckiej 8 Armii, razem z ppłk. Karolem Matzenauerem zostali zaznajomieni z sytuacją na froncie, a następnie (25 września 1939) odesłani samochodem do Warszawy, by zameldować dowódcy obrony stolicy o bezsensowności dalszej walki. Tego samego dnia nocą ppłk Szostak poszedł do swego mieszkania spotkać się z żoną. Tu poniósł śmierć w niewyjaśnionych okolicznościach (prawdopodobnie popełnił samobójstwo).
Pochowany na Cmentarzu Wojskowym na Powązkach (kwatera A 17-2-4).

## Ordery i odznaczenia
- Krzyż Srebrny Orderu Wojskowego Virtuti Militari (28 lutego 1921)[17]
- Krzyż Kawalerski Orderu Odrodzenia Polski (11 listopada 1936)[18]
- Krzyż Walecznych (czterokrotnie) „za czyny męstwa i odwagi wykazane w bojach toczonych w latach 1918–1921”
- Złoty Krzyż Zasługi (17 marca 1930)[19]
- Medal Niepodległości (23 grudnia 1933)[20]
- Medal Pamiątkowy za Wojnę 1918–1921
- Medal Dziesięciolecia Odzyskanej Niepodległości
- Odznaka Pamiątkowa Generalnego Inspektora Sił Zbrojnych (12 maja 1936)